# Dmytro Tschernyschenko
Dmytro Andrijowytsch Tschernyschenko (ukrainisch Дмитро Андрійович Чернишенко; russisch Дмитрий Андреевич Чернишенко; englische Transkription Dmitri Andreyevich Chernishenko; * 10. Mai 1994 in Kiew) ist ein ukrainischer Eishockeyspieler, der seit 2019 bei Dnipro Cherson in der ukrainischen Eishockeyliga unter Vertrag steht.

## Karriere
Dmytro Tschernyschenko begann seine Karriere als Eishockeyspieler beim HK Odinzowo in Russland. Nach je einem Jahr bei Haydamaki Winnyzja und dem HK Berkut jeweils in der ukrainischen Eishockeyliga wechselte er 2013 zum Ligakonkurrenten HK Krementschuk, für den er bis 2019 spielte. In der Spielzeit 2014/15 stand er zudem beim moldawischen Verein Platina Chisinau in der russisch dominierten Juniorenliga Molodjoschnaja Chokkeinaja Liga B auf dem Eis. Seit 2019 spielt für Dnipro Cherson ebenfalls in der ukrainischen Eishockeyliga.

### International
Im Nachwuchsbereich stand Tschernyschenko für sein Heimatland bei den U18-Weltmeisterschaften 2011 in der Division II und 2012 in der Division I sowie den U20-Weltmeisterschaften 2012 in der Division II und 2013 in der Division I auf dem Eis.
Sein Debüt in der Herren-Nationalmannschaft gab er bei der Weltmeisterschaft 2016, als er mit seinem Team die B-Gruppe der Division I gewann und in die A-Gruppe aufstieg. Auch bei den Weltmeisterschaften 2017 und 2018 spielte er in der Division I.

## Erfolge und Auszeichnungen
- 2011 Aufstieg in die Division I bei der U18-Weltmeisterschaft der Division II, Gruppe B
- 2012 Aufstieg in die Division I, Gruppe B, bei der U18-Weltmeisterschaft der Division II, Gruppe A
- 2016 Aufstieg in die Division I, Gruppe A, bei der Weltmeisterschaft der Division I, Gruppe A